# Estação Barra do Piraí
Barra do Piraí é uma estação ferroviária localizada no município de Barra do Piraí do estado do Rio de Janeiro.
Inaugurada em 1864, foi a estação terminal do trem de subúrbio denominado popularmente como "Barrinha"; que operava até 1996 pela Rede Ferroviária Federal (RFFSA), quando foi desativado e a estação deixou de realizar embarque de passageiros.
Ela se situa em um entroncamento ferroviário entre duas das mais importantes ferrovias brasileiras: a Linha do Centro (que segue para Minas Gerais) e o Ramal de São Paulo (que segue para São Paulo), ambas pertencentes à antiga Estrada de Ferro Central do Brasil. 
Pela estação, hoje somente trafegam os trens cargueiros da MRS Logística, concessionária de ambas as linhas férreas da antiga Central do Brasil (EFCB). 
Atualmente, a estação abriga um centro cultural.